# Pascal Despeyroux
Pascal Despeyroux est un footballeur international puis entraîneur français, né le 17 novembre 1965 à Toulouse dans le département de la Haute-Garonne. Il évolue au poste de milieu de terrain défensif du milieu des années 1980 à la fin des années 1990. Formé au Toulouse FC, il joue ensuite à l'AS Saint-Étienne et termine sa carrière professionnelle au Perpignan FC.
Il est champion d'Europe espoirs en 1988  avec l'équipe de France espoirs et compte trois sélections en équipe de France.
Il devient ensuite entraîneur (il dirige principalement l'AS Auch Gascogne), puis conseiller technique départemental de la Haute-Garonne et du Midi toulousain.

## Biographie
Pascal Despeyroux commence le football à l'US Toulouse à l'âge de 7 ans puis joue pendant quatre ans au Toulouse athlétic club. Repéré par le Toulouse FC, il est le premier joueur à intégrer le nouveau centre de formation du club toulousain en 1982. Formé au poste de libéro, il est replacé au poste de milieu défensif par l'entraîneur toulousain Jacques Santini et signe son premier contrat professionnel en 1985. Cette même année, l'« Allemand », surnom qui lui a été donné par ses coéquipiers en raison de ses cheveux blonds et de sa combativité, est le premier jeune passé par le centre de formation à débuter en équipe première, le 11 octobre 1985, face au Stade lavallois. Sélectionné en équipe de France espoirs par Marc Bourrier, il dispute en fin de saison le tournoi de Toulon. Les « Bleuets » s'inclinent en finale face aux Bulgares.
En 1986, il s'impose comme titulaire et les Toulousains terminent troisième du championnat. Qualifié pour la coupe d'Europe, le TFC  bat au premier tour le SSC Naples de Diego Maradona mais doit s'incliner en seizième de finale face au Spartak Moscou, six buts à quatre sur les deux matchs. La saison suivante, il est appelé, par Henri Michel, le 27 janvier 1988, en équipe de France pour une rencontre face à Israël. Il entre à la 71e minute de jeu en remplacement de Luis Fernandez et le match se conclut sur un match nul un partout. Avec les Bleus, il remporte ensuite le Tournoi de France en février. Pascal Despeyroux connaît sa dernière sélection en Bleu le 24 août 1988 face à la Tchécoslovaquie, où les deux équipes se séparent sur un match nul un but partout. Cette même année, il dispute également la phase finale du championnat d'Europe Espoirs et remporte avec ses coéquipiers le titre face à la Grèce sur le score de trois buts à zéro sur les deux matchs. 
En fin de contrat avec le TFC, il reçoit, en 1992, des propositions de l'Olympique de Marseille, de Nîmes Olympique et de l'AS Saint-Étienne. Il s'engage avec les Verts où il retrouve comme entraîneur Jacques Santini. Les Stéphanois ratent de peu la qualification en coupe de l'UEFA et perdent un but à zéro, à domicile face au FC Nantes, en demi-finale de la coupe de France. Les saisons suivantes sont difficiles, le club lutte dans les dernières places du championnat et il doit se faire opérer trois fois du genou. Nommé capitaine de l'équipe en 1995 et replacé au poste de libéro, il ne dispute que douze rencontres de championnat à la suite de ses blessures et le club redescend en Division 2.
Pascal Despeyroux rejoint alors le Perpignan FC en division 2 où on lui propose un contrat de quatre ans et de devenir à terme responsable du centre de formation. Il doit de nouveau être opéré du genou et met fin à sa carrière professionnelle en fin de saison. Il quitte également le club catalan placé en liquidation judiciaire et rétrogradé en Division d'honneur.
Il devient en 1998 entraîneur du Toulouse athlétic club puis en 2000 rejoint l'AS Auch Gascogne, club de CFA2, où il exerce également les fonctions de directeur technique. Relégué en fin de saison, l'ASAG retrouve la division d'honneur. Pascal Despeyroux dirige le club pendant huit ans tout en étant employé du conseil général du Gers. Il démissionne en 2008 à la suite des difficultés financières du club auscitain et passe alors ses diplômes d'entraîneur. Parallèlement, il est consultant pour Sud Radio de 2000 à 2011 et coanime l'émission « Foot et compagnie ».
En avril 2011, il est nommé conseiller technique départemental (CTD) de la Haute-Garonne et du Midi toulousain et devient le premier ancien professionnel à exercer un tel poste.
En 2017, à l'occasion des 80 ans du Toulouse Football Club, il est élu dans l'équipe de légende toulousaine sur le site internet du club.

## Statistiques
Le tableau ci-dessous résume les statistiques en match officiel de Pascal Despeyroux durant sa carrière de joueur professionnel,.
| Saison      | Club             | Pays   | Championnat | Championnat | Championnat | Coupes nationales | Coupes nationales | Coupe d'Europe | Coupe d'Europe | Coupe d'Europe | Sélection | Sélection |
| Saison      | Club             | Pays   | Division    | Matchs      | Buts        | Matchs            | Buts              | Type           | Matchs         | Buts           | Matchs    | Buts      |
| ----------- | ---------------- | ------ | ----------- | ----------- | ----------- | ----------------- | ----------------- | -------------- | -------------- | -------------- | --------- | --------- |
| 1985 - 1986 | Toulouse FC      | France | Division 1  | 22          | 3           | 1                 | 0                 | -              | -              | -              | -         | -         |
| 1986 - 1987 | Toulouse FC      | France | Division 1  | 35          | 1           | 4                 | 0                 | C3             | 4              | 0              | -         | -         |
| 1987 - 1988 | Toulouse FC      | France | Division 1  | 33          | 2           | 5                 | 0                 | C3             | 4              | 0              | 2         | 0         |
| 1988 - 1989 | Toulouse FC      | France | Division 1  | 32          | 1           | 3                 | 1                 | -              | -              | -              | 1         | 0         |
| 1989 - 1990 | Toulouse FC      | France | Division 1  | 36          | 1           | 1                 | 0                 | -              | -              | -              | -         | -         |
| 1990 - 1991 | Toulouse FC      | France | Division 1  | 13          | 2           | 3                 | 0                 | -              | -              | -              | -         | -         |
| 1991 - 1992 | Toulouse FC      | France | Division 1  | 25          | 0           | -                 | -                 | -              | -              | -              | -         | -         |
| 1992 - 1993 | AS Saint-Étienne | France | Division 1  | 25          | 0           | 2                 | 0                 | -              | -              | -              | -         | -         |
| 1993 - 1994 | AS Saint-Étienne | France | Division 1  | 33          | 1           | 1                 | 0                 | -              | -              | -              | -         | -         |
| 1994 - 1995 | AS Saint-Étienne | France | Division 1  | 31          | 0           | 2                 | 0                 | -              | -              | -              | -         | -         |
| 1995 - 1996 | AS Saint-Étienne | France | Division 1  | 12          | 1           | 1                 | 0                 | -              | -              | -              | -         | -         |
| 1996 - 1997 | Perpignan FC     | France | Division 2  | 28          | 0           | 1                 | 0                 | -              | -              | -              | -         | -         |
| Total       | Total            | Total  | Total       | 325         | 12          | 24                | 1                 | -              | 8              | 0              | 3         | 0         |

## Palmarès
- 3 sélections en équipe de France, 16 en équipe de France espoirs[18].
- Championnat d'Europe de football espoirs 1988
- Finaliste du Tournoi de Toulon en 1986
- Vainqueur du Tournoi de France avec l'équipe de France.